# 新亞歷山德里夫卡 (克羅皮夫尼茨基區)
48°39′46″N 32°45′4″E / 48.66278°N 32.75111°E
新亞歷山德里夫卡（烏克蘭語：Новоолександрівка），是烏克蘭中部的村莊，隸屬基洛夫格勒州的克羅皮夫尼茨基區。該村始建於1875年，面積0.42平方公里，海拔高度157米，2001年人口53，人口密度每平方公里126.8人。